# Eupithecia atropicta
Eupithecia atropicta là một loài bướm đêm trong họ Geometridae.